# Dominick Argento

Dominick Argento, 2016

Dominick Argento (* 27. Oktober 1927 in York, Pennsylvania; † 20. Februar 2019 in Minneapolis, Minnesota) war ein US-amerikanischer Komponist und Hochschullehrer.

## Leben
Dominick Argento, Sohn sizilianischer Einwanderer, fühlte sich früh von der Musik George Gershwins angezogen. Im Zweiten Weltkrieg leistete er Militärdienst als Kryptograph in Nordafrika. Es folgte ein Bachelor- und Masterstudium am Peabody-Konservatorium in Baltimore bei Nicolas Nabokov, Henry Cowell und Hugo Weisgall, dem sich ein Promotionsstudium an der Eastman School of Music in Rochester anschloss (bis 1957). Dort wurde Argento von Alan Hovhaness, Bernard Rogers und Howard Hanson unterrichtet. Als Fulbright-Stipendiat konnte er 1954 Studien in Italien bei Luigi Dallapiccola absolvieren.
Nach seinem Studium wurde Argento musikalischer Leiter der Hilltop Opera in Baltimore und lehrte zugleich Musiktheorie und Komposition an der Eastman School. Zwei Guggenheim-Stipendien ermöglichten ihm 1957/58 und 1964/65 weitere Italienaufenthalte. Von 1958 bis zu seiner Emeritierung 1997 wirkte Argento als Dozent am Institut für Musik der University of Minnesota. 1979 wurde er Mitglied der American Academy of Arts and Letters.

## Werk
Das kompositorische Werk von Dominick Argento umfasst neben einigen Instrumentalwerken schwerpunktmäßig Vokalkompositionen. Hierzu zählen eine Reihe von in den USA erfolgreichen Opern (fast alle auch von europäischen Bühnen aufgegriffen), darunter The Boor (1957), Postcard from Morocco (1971), The Voyage of Edgar Allan Poe (1976), Miss Havisham’s Wedding Night (1981), Casanova’s Homecoming (1984), The Aspern Papers (1988) und The Dream of Valentino (1994). Ab den 1970er-Jahren entstanden zudem mehrere Liederzyklen, wobei ihm der für Janet Baker komponierte Zyklus From the Diary of Virginia Woolf 1975 den Pulitzer Prize of Music einbrachte. 2004 wurde der Zyklus Casa Guidi mit einem Grammy als „Beste zeitgenössische klassische Komposition“ ausgezeichnet.
In der Musik von Dominick Argento werden in einem vorherrschend tonalen Kontext Tonalität, Atonalität und Zwölftontechniken frei kombiniert.